# (5792) Unstrut
(5792) Unstrut es un asteroide perteneciente al cinturón de asteroides, región del sistema solar que se encuentra entre las órbitas de Marte y Júpiter, descubierto el 18 de enero de 1964 por Freimut Börngen desde el Observatorio Karl Schwarzschild, en Tautenburg, Alemania.

## Designación y nombre
Designado provisionalmente como 1964 BF. Fue nombrado Unstrut en homenaje al río Turingia que fluye a lo largo de 189 km desde Eichsfeld, pasando la ciudad catedral de Naumburg, hacia el río Saale.

## Características orbitales
Unstrut está situado a una distancia media del Sol de 2,411 ua, pudiendo alejarse hasta 2,899 ua y acercarse hasta 1,923 ua. Su excentricidad es 0,202 y la inclinación orbital 6,271 grados. Emplea 1367,66 días en completar una órbita alrededor del Sol.

## Características físicas
La magnitud absoluta de Unstrut es 13,3. Tiene 13,2 km de diámetro y su albedo se estima en 0,034. 